# 貝奇納
貝奇納是波蘭的城鎮，位於該國西南部，距離克盧奇堡約16公里，由奧波萊省負責管轄，面積5.79平方公里，海拔高度197米，主要經濟活動是零售業和服務業，2006年人口3,677。

## 外部連結
- Map of Silesia 1600, Pitzen north of Creiteberg in Ducatus Bregensis
- Jewish Community in Byczyna （页面存档备份，存于） on Virtual Shtetl

51°07′N 18°13′E / 51.117°N 18.217°E